# 古代ローマの人名
古代ローマの人名（こだいローマのじんめい）について解説する。共和政ローマの時代までと、ローマ帝国（帝政ローマ）の時代を通して、古代ローマの男性市民は3つの名前（tria nomina）を持っていた。
| 順番 | 第一名         | 第二名          | 第三名       |
| ---- | -------------- | --------------- | ------------ |
| 原語 | praenomen      | nomen (gentile) | cognomen     |
| よみ | プラエノーメン | ノーメン        | コグノーメン |
| 意味 | 個人名         | 氏族名          | 家族名       |
| 例   | ルキウス       | コルネリウス    | スッラ       |

さらに第四名（アグノーメン、agnomen）として添え名がつくこともあった。上記スッラは自ら「幸運の人」フェリクス (Felix) を付け加えた。氏族名は常に世襲され、後には第三名も（家族名となって以降）世襲されるようになった。女性は通常、個人名と添え名を持たず、氏族名（と家族名）の女性形で表された。例えば、マルクス・アエミリウス・スカウルスの娘は、アエミリア・スカウラといった具合である。

## 歴史
王政ローマの初期には、人々はロムルスやマニウスといった1つだけの名前で示されていたようである。ローマが勢力を拡大し、人口も増加してきた時、ファミリー・ネームが用いられるようになった。共和政初期の頃には、家族の全員が最低でも2つの名前、つまり個人名と、後に氏族名に固定され受け継がれる家父長（en:pater familias）の属格形を持つようになった。
この二名式の命名法はこの地域のインド・ヨーロッパ語族の中ではユニークなものだった。さらに名前の核となる部分は、個人名ではなく、世襲制の氏族名であった。おそらく、使われている個人名の種類が少なかったからだと思われる。
共和政後期になると、氏族の重要性が増し、トリブス（選挙区）の数が拡大し、氏族の中のそれぞれの家を示すために家族名が追加された。このようにして、貴族は一般的に3つの名前を持つようになった。このシステムが用いられた記録は古くは紀元前5世紀後半まで遡ることができるが、定着するまでに時間がかかり、公式の文書に現れたのは紀元前2世紀後半になってからで、さらに帝政ローマ直前のルキウス・コルネリウス・スッラの時代まで一般的なものではなかった。貴族以外への浸透はさらに遅く、平民が家族名を使った最初の例は紀元前125年頃で、その後1世紀は普及しなかった。
東ローマ帝国になると、古代ローマの言葉・文化、そして名前は、徐々にギリシアのものによって置き換えられた。

## 氏族名
氏族名（第二名、ノーメン、nomen gentile、通常略して nomen 、稀に gentilicium）は「氏族」（ゲンス、gens, 複数形：gentes, family clan, en:Gens参照）の名で、男性には男性形で使われる。元々の「氏族」はローマに定住した家族集団の子孫だったが、やがて、特定の地域を満たす全体の氏族 (clan) にまで発展した。しかしローマの領土の拡張に伴い、降伏して市民権を得た元外国人のためや、個人的土地分配や植民市建設によって散らばった市民を登録するためにトリブスが新設された。氏族名の中にはエトルリア人家系のために付けられたものもある一方、その土地の部族や地形的特徴（たとえば「川」）から付けられたものもあった。古代ローマの氏族名で有名なものを挙げると、アエミリウス、クラウディウス、コルネリウス、ドミティウス（Domitius）、ユリウス、ポンペイウス（en:Pompeius）、アントニウス（en:Antonius）、ウァレリウスなどである。恐らく王政ローマ期に創設された古いトリブスには、古くからある氏族名がついている。

## 家族名（第三名）
第三名（cognomen, コグノーメン、コニョーメン）は、元々は同名の人物を区別するためのニックネーム、あるいは個人の名前として使われだした。公式の文書に現れたのは紀元前100年頃になってからである。その名称は身体的または性格的特徴から付けられることが多く、時には皮肉な結果となることもあった。ガイウス・ユリウス・カエサル（ジュリアス・シーザー）の第三名「カエサル」は「豊かで長い髪」を意味するが（異説あり。詳細はカエサルを参照）、本人は禿げていた。一方、タキトゥスは「沈黙」を意味するが、本人は有名な雄弁家だった。しかし共和政以降の第三名はニックネームではなくなり、父から子に受け継がれ、氏族（ゲンス）の中でその家を区別する「家族名」に変わった。

### 氏族名からの派生名
男性の何人かは、母方の、または養子に出されたのであれば実の父方の氏族名を変化させた「-anus」で終わる第三名を持っていた。たとえば、ウェスパシアヌス (Titus Flavius Vespasianus) の氏族名「フラウィウス (Flavius) 」は父親 (Titus Flavius Sabinus) の氏族名だが、第三名「ウェスパシアヌス (Vespasianus) 」は母親 (Vespasia Polla) の氏族名「ウェスパシア (Vespasia) 」から付けられたものである。母親の氏族名ではなく家族名から派生した第三名を持つ者もいた。たとえば、カラカラ（本名：Lucius Septimius Bassianus）の第三名は、母方の祖父 (Gaius Julius Bassianus) の氏族名ではなく家族名のバッシアヌス (Bassianus) である（※氏族名を取っていた場合はユリアヌス Julianus になる）。
男性が養子に出された時は、氏族名・家族名は養父のものに変わる。もし望むならば、元々の氏族名を新しい氏族名・家族名の後に付け足すこともできた。たとえば、小スキピオ (Publius Cornelius Scipio Aemilianus) は元々アエミリウス (Aemilius) 氏族に生まれ、のちにコルネリウス氏族スキピオ家の養子となった。マーメルクス・アエミリウス・レピドゥス・リーウィアーヌス (Mamercus Aemilius Lepidus Livianus) は元々リウィウス (Livius) 氏族に生まれ、のちにアエミリウス氏族レピドゥス家の養子となった。しかし必ずしも養子となった人物が出身の氏族名を用いるわけではなく、たとえばアウグストゥス（養子後の本名は Gaius Julius Caesar Octavianus）の場合、成人してからは元々の氏族名「オクタウィアヌス (Octavianus) 」を使わなかった。オクタウィウス氏族がユリウス氏族ほど尊敬を集めなかったからである。

## 添え名
第三名が世襲の「家族名」になって以降、ニックネームとしての機能は失われた。新たに生まれた「添え名」（第四名、アグノーメン）は、出生後（すぐにではない）個々の特徴または特技を示すために付けられた。有名な添え名は「ピウス (Pius) 」で、誠実さや神々への畏敬、家族・国家への献身といった徳を見せる物に付けられた。
氏族名や家族名と違って、息子にも同じ特性があったか、同じ行いをしない限り、添え名は普通世襲されなかった。しかし、「アウグストゥス」（尊厳者）や「ゲルマニクス」（ゲルマニアを征服せし者）といった勝利の添え名は、やがて第三名として代々受け継がれるようになった。
「家族名（第三名） 氏族名からの派生名」で述べた、氏族名に接尾辞の「-anus」がついて変化した名は、時に添え名と考えられる場合もある。プリスキアヌス（en:Priscian）は「クラウディアヌス (Claudianus) 」、「アエミリアヌス (Aemilianus) 」をその例として挙げている。

## 外国の名前
ローマがイタリア半島の外にも領土を拡大するようになると、外国の名前も取り入れられるようになった。兵役を勤め上げ土地を手に入れローマ市民権を得た人々であればそのような名乗りをしても構わず、少なくとも旧名の一部を使用した。こうした名乗りを行ったのはローマの支配地域の出身者で、ほとんどはギリシア出身の人々だった。市民権を授けられた非市民の予備兵たちは皇帝の氏族名を借用し、それに自国の名を第三名として付け加えた。
新しい市民も在位中の皇帝の氏族名を付けることが多かった。たとえば、カラカラ (Marcus Aurelius Antoninus) が帝国内のすべての自由民に市民権を拡大した時には、多くの人々が「アウレリウス (Aurelius) 」という氏族名をつけた（もっともカラカラの本当の氏族名はセプティミウス Septimius だった。アウレリウスはローマ貴族を装ったのである）。

## 女性の名前
ローマの女性の名前は一般に個人名を持たない。父親の氏族名の女性形のみで、娘が複数の場合は全員が同じ名前だった。もし説明が必要ならば、名前の後に父親の第三名の属格か、結婚後の夫のものを続けた。それゆえにキケロは「アンニア (Annia) 」という女性を「Annia P. Anni senatoris filia」（プブリウス・アンニウス・セナートリスの娘アンニア）と呼んだ。共和政後期には、女性たちも父親の第三名の女性形をつけるようになった。たとえば、アクィリア・セウェラ（en:Aquilia Severa) は、アクィリウス (Aquilius) の娘でセウェルス (Severus) の妻だった（この場合は両方とも氏族名から取られている）。第三名の女性化はしばしば指小語になる。たとえば、アウグストゥスの妻リウィア・ドルシッラ (Livia Drusilla) はマルクス・リウィウス・ドルスス (Marcus Livius Drusus) の娘だった。
もし娘が2人いた場合、「大 (Maior) 」と「小 (Minor) 」を付して区別することもできた。マルクス・アントニウスの娘は大アントニア（ネロの祖母）と小アントニア（クラウディウスの母）である。もし2人以上ならば序数詞で区別される。コルネリア・クインタ (Cornelia Quinta) はコルネリウス (Cornelius) の5番目の娘である。「大」と「小」の添え名は同じ名前の母親と娘の区別にも用いられ、たとえば小アグリッピナは大アグリッピナの娘で、小ユリアは大ユリアの娘である。

## 名前の追加とその例

### 素性
初期のローマ人の名前には、個人名と氏族名がフルネームで、その後に、いわゆる素性（父祖の名にちなむか、あるいは父親の明示）を続けた。素性 (patronimicus) はラテン語の「filius（子）」（省略形は「f.」）を含み、その属格で理解される父親の個人名の省略形が前置された。したがって M. Antonius M. f.（「M.」は「Marcus」、「M. f.」は「Marci filius」）という人物がいたとしたら、その人は、Marcus の子、Marcus Antoniusということになる。さらに祖父を明示したい時には「nepos（孫）」（省略形は「n.」）を使うこともできた。
共和政の中期には、その人が登録されたトリブスの省略形（3文字）が素性の後に付け足された。それがいつ名前の正式な一部になったかはわからない。

### トリブス
トリブス（Tribus）は、祖先を示すものではなく、地理的な区別であった。市民権を持った男性は、ケンソル（監察官）の行うケンスス（国勢調査）のとき、居住地か資産を所有しているトリブスに登録された。トリブス民会やプレブス民会でトリブスごとの投票が行われるため、トリブスに登録されることは市民権の重要な一部であった。ローマの拡大に伴ってトリブスも拡大し、最終的には35区となった（具体的にどんなトリブスがあったかはトリブスを参照）。

### 完全な名前の分析例
Marcus Aurelius Lucii f. Quinti n. tribu Galeria Antoninus Felix, domo Caesaraugusta という人物の名前は、次のように分析できる。
| 要素               | 名の種類     | 備考                   |
| ------------------ | ------------ | ---------------------- |
| Marcus             | 個人名       | マルクス               |
| Aurelius           | 氏族名       | アウレリウス氏族       |
| Lucii f(ilio)      | 父親の名     | ルキウスの子           |
| Quinti n(epo)      | 祖父の名     | クイントゥスの孫       |
| tribu Galeria      | 登録トリブス | ガレリア区             |
| Antoninus          | 家族名       | アントニヌス家         |
| Felix              | 添え名       | 「幸運な人」という意味 |
| domo Caesaraugusta | 住所         | 現スペインのサラゴサ   |

日常的には、この人物は家族名の「アントニヌス」か、あるいは個人名と氏族名を合わせて「マルクス・アウレリウス」と呼ばれた。「マルクス・リウィウス・ドルスス (Marcus Livius Drusus) 」であれば、単に「ドルスス」か「マルクス・リウィウス」になる。「ユリア・マルキアナ (Julia Marciana) 」という女性なら単に「ユリア」である。しかしこうして単純化された呼び方により同じ呼び方となる人物が非常に多くなるため、ある名前がどの個人を意味するのか判断しにくい場合もあり、後世の歴史家にとって研究の障害にもなった。

### 個人名の変化
古代ローマ人の名前は地位や養子縁組などで変わることも多かった。例として以下に初代皇帝アウグストゥスの名前の変遷と、その内容を示す（上段は古代ローマ時代の表記、中段は現代における古典ラテン語での表記、下段はおおよその意味である）。
紀元前63年、ガイウス・オクタウィウス・トゥリヌスとして誕生。
- C·OCTAVIVS·C·F·THVRINVS
- Gaius Octavius Gaii filius Thurinus
  - オクタウィウス氏族のガイウス、ガイウスの子、都市トゥリオイを制覇せし者

紀元前44年、カエサル暗殺。遺言により養子となり、その名を受け継ぐ（養父との区別のため、後世の歴史家からはオクタウィアヌスと呼ばれる）。
- C·IVLIVS·C·F·CAESAR·OCTAVIANVS
- Gaius Julius Gaii filius Caesar Octavianus
  - ユリウス氏族カエサル家のガイウス、ガイウスの子、旧氏族名オクタウィウス

紀元前42年、カエサルの神格化（en:Apotheosis）に伴い改名。
- C·IVLIVS·DIVI·F·CAESAR·OCTAVIANVS
- Gaius Julius Divi filius Caesar Octavianus
  - ユリウス氏族カエサル家のガイウス、神の子、旧氏族名オクタウィウス

紀元前31年、最高司令官を意味するインペラトルを名前に組み込む。
- IMP·C·IVLIVS·DIVI·F·CAESAR·OCTAVIANVS
- Imperator Gaius Julius Divi filius Caesar Octavianus
  - ユリウス氏族カエサル家のガイウス、最高司令官にして神の子、旧氏族名オクタウィウス

紀元前27年、元老院から「アウグストゥス（尊厳者）」の称号を贈られる。 
- IMP·CAESAR·DIVI·F·AVGUSTVS
- Imperator Caesar Divi filius Augustus
  - 最高司令官カエサル、神の子アウグストゥス